# همه‌چیزتمام
همه چیز تمام (به انگلیسی: Picture Perfect) فیلمی محصول سال ۱۹۹۷ و به کارگردانی گلن گوردون کارون است. در این فیلم بازیگرانی همچون جنیفر آنیستون، جی مهر، المپیا دوکاکیس، ایلیانا داگلاس، کوین دان، کوین بیکن، متیو سوسمن، فایت پرینس، آن تومی، جان روثمن، آملیا کمپل، فران طاهر، سین پاتریک توماس، آندره‌آ بندوالد، کیلی کوئوکو، گرگ گرانبرگ ایفای نقش کرده‌اند.